# St. Thomas von Canterbury (Ellen)

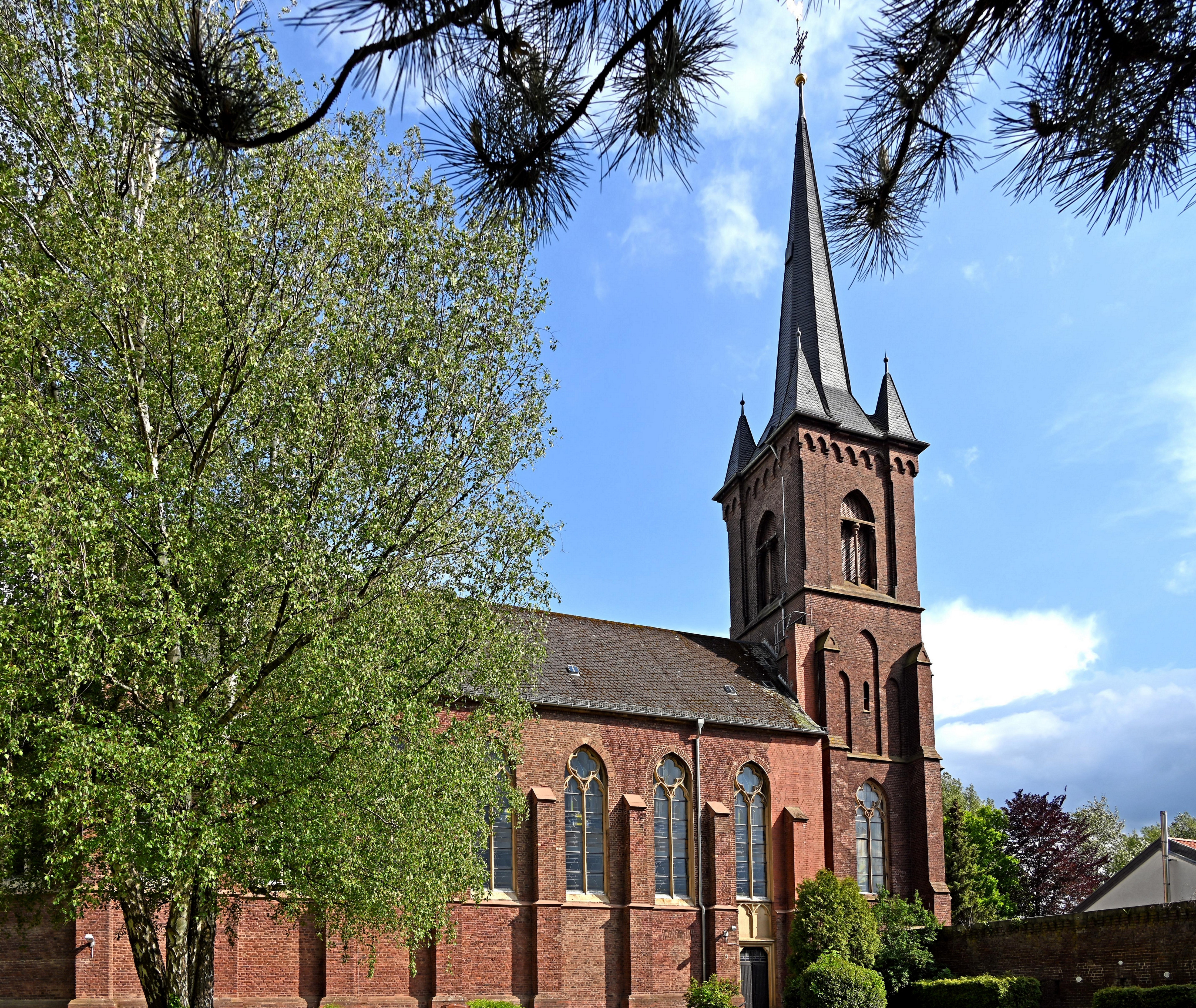
St. Thomas von Canterbury in Ellen

St. Thomas von Canterbury ist eine römisch-katholische Pfarrkirche in Ellen, einem Ortsteil der Gemeinde Niederzier im Kreis Düren in Nordrhein-Westfalen.
Das Bauwerk ist unter Nr. 2 in die Liste der Baudenkmäler in Niederzier eingetragen und dem hl. Thomas Becket geweiht.

## Geschichte
Um das Jahr 1190 ist vermutlich durch eine Stiftung von Graf Wilhelm dem Großen von Jülich in Ellen das Prämonstratenserinnen-Kloster errichtet worden. Um diese Zeit wurde wahrscheinlich auch eine Kirche in Ellen erbaut. Ob es schon zuvor eine Kirche oder Kapelle in Ellen gab, ist nicht bekannt.
Im Liber valoris aus dem Jahr 1308 werden Kirche und Kloster aufgeführt, außerdem ist Ellen zu dieser Zeit bereits eigenständige Pfarrei im Dekanat Jülich, Erzbistum Köln. Die Klosterkirche war zugleich Pfarrkirche des Ortes und der Prior der Prämonstratenserinnen war zugleich Ortspfarrer. Die Klosteraufsicht hatten seit dem 13. Jahrhundert im Wechsel die Klöster Steinfeld, Hamborn und Knechtsteden. Diese stellten auch die Pfarrer und Priore.
Im Zuge der Französischen Besatzung der linksrheinischen Gebiete und der Säkularisation wurde das Prämonstratenserinnenkloster im Jahr 1802 aufgelöst und die Nonnen vertrieben. Damit endete die Geschichte des Ellener Klosters nach über 600 Jahren. Die Kirche diente von nun an nur noch als Pfarrkirche, die Klostergebäude wurde nach und nach abgerissen. Da das Erzbistum Köln durch die Franzosen aufgelöst worden war, wurde Ellen dem neuen Bistum Aachen zugeteilt. 1825 kam die Pfarre wieder an das Erzbistum Köln, da das Bistum Aachen wieder aufgelöst wurde. Seit 1930 gehört Ellen nun zum so genannten Zweiten Bistum Aachen.

## Baugeschichte
Der Überlieferung nach soll es in Ellen bereits um das Jahr 700 eine Kapelle gegeben haben, die um 1100 zerstört worden sein soll, was jedoch nirgendwo belegt ist. Allgemein wird angenommen, dass im Zuge der Klostergründung Ende des 12. Jahrhunderts eine Kirche in Ellen im Stil der Romanik erbaut wurde. Es handelte sich bei diesem Bau um eine einfache Saalkirche. 1348 erwähnt eine Urkunde des Kölner Erzbischofs Walram eine Krypta innerhalb der Kirche. Ob es sich um eine unterirdische Krypta handelte, oder um den Bereich unterhalb der Nonnenempore im Westen ist nicht überliefert. Im Jahr 1548 wurde die romanische Pfarr- und Klosterkirche sowie die Klostergebäude durch einen Brand weitgehend zerstört. 
Nach dem Brand wurden Kirche und Kloster wiederaufgebaut, wobei sich der Konvent erheblich verschuldete. Erst 1635 waren alle Schulden getilgt. Das Aussehen dieser Kirche ist auf einer Karte von Matthäus Merian überliefert. Es handelte sich um eine vierachsige Saalkirche mit angebautem rechteckigem Chor im Osten. In der Westfassade befand sich ein rundbogiges Portal, auf dem Giebel ein Dachreiter. Vor der Kirche im Westen stand zusätzlich ein mehrgeschossiger Glockenturm, der nach der Zeichnung offenbar nicht mit dem Kirchenschiff verbunden war. Dieser Kirchenbau hatte nur knapp 100 Jahre Bestand, denn er wurde in den letzten Jahren des Dreißigjährigen Krieges erheblich beschädigt. Ein Gutachten aus dem Jahr 1661 beschrieb den Zustand der Kirche als ruinös. Somit war ein Neubau notwendig. 

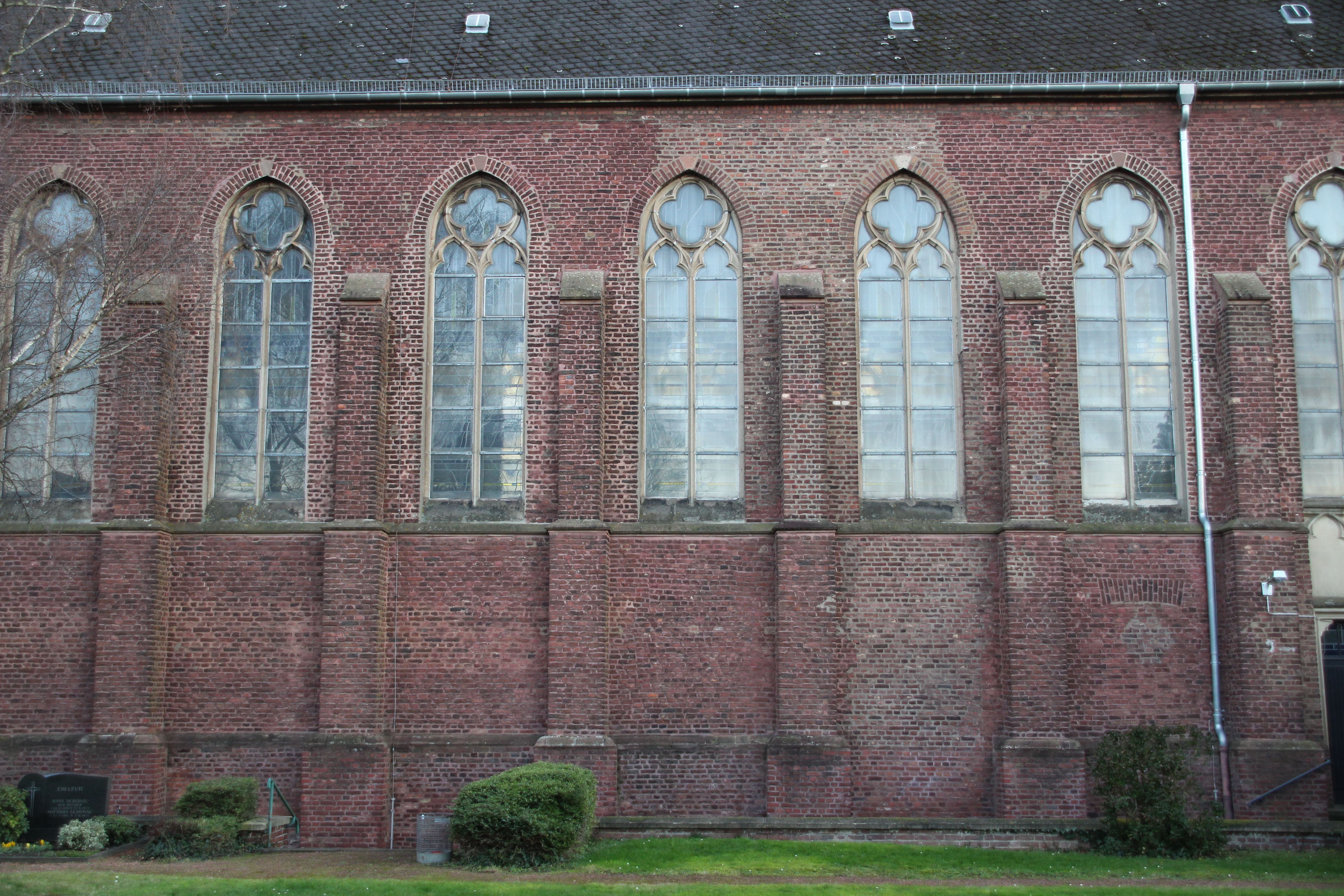
Nordwand des Kirchenschiffes von 1662/83 mit neugotischen Fenstern

1661 wurden Abbruch und Neubau der Kirche beschlossen. Die heutige Pfarrkirche geht auf diesen Neubau zurück. Baubeginn der heutigen Kirche war Anfang des Jahres 1662. Am 27. März 1662 legte Herzog Philipp Wilhelm von Jülich-Berg den Grundstein. Vorsteherin des Klosters war zu dieser Zeit Maria Katharina von Heimbach und Prior Willibrord Noethen. Die Bauzeit zog sich 21 Jahre hin, sodass die Kirchweihe und Konsekration der Altäre erst 1683 durch den Steinfelder Abt Theodorus Firmenich vorgenommen werden konnte. Es war eine siebenjochige Saalkirche mit dreiseitig geschlossenem Chor und daran angebauten Glockenturm im Osten entstanden. Im westlichen Teil befand sich wieder eine Nonnenempore, am Westgiebel schlossen sich die Klostergebäude mit dem Kreuzgang an. Auf dem Dach des Kirchenschiffes befand sich zudem ein kleiner Dachreiter mit barocker Haube. Auch der Glockenturm wurde von einem barocken Helm bekrönt. Unterhalb des Chorraums befand sich zusätzlich eine unterirdische Krypta. Insgesamt war die neue Pfarr- und Klosterkirche im Stil der Nachgotik errichtet. Dieser Stil, der gotische und barocke Formen vermischte, war durch die Jesuiten beeinflusst. 
Im Frühjahr des Jahres 1798 wurden Kirche und Kloster durch französische Truppen erheblich beschädigt. Dächer und Gewölbe der Kirche wurden zerstört, lediglich die Umfassungsmauern und der Turm blieben erhalten. Hinzu kam die Auflösung des Klosters und Vertreibung der Prämonstratenserinnen im Jahr 1802. Darauf wurde die Zivilgemeinde Ellen Eigentümerin von Kirche und Kloster. Aufgrund der geringen finanziellen Mittel der Gemeinde wurden die erhaltenen Reste der Kirche zunächst nur notdürftig gesichert und ein Notdach erbaut. Zudem wurde das Kirchenschiff durch eine Mauer in einen Ost- und einen Westteil geteilt. Im Ostteil fanden weiterhin die Gottesdienste statt, im Westteil richtete man eine Lehrerwohnung und einen Schulraum ein. Erst in den 1850er Jahren änderte sich etwas an diesem Zustand. 1854 wurde zunächst ein neues Pfarrhaus erbaut, wodurch das alte Pfarrhaus frei wurde. Die Lehrerwohnung wurde von der Kirche in die alte Pastorat verlegt. Zwischen 1855 und 1856 wurde die Kirche grundlegend restauriert. Zunächst entfernte man die Mauer und die Lehrerwohnung im Kirchenschiff, anschließend wurden neue Kreuzrippengewölbe eingezogen und die Fenster erhielten neues Maßwerk. Der alte Kirchturm erhielt einen neuen Pyramidenhelm. Somit war die Pfarrkirche nach mehr als 50 Jahren wieder in ihrer vollständigen Größe nutzbar. Erst 1874 erfolgte die Konsekration von drei neuen Altären durch den Kölner Weihbischof Johann Anton Friedrich Baudri.

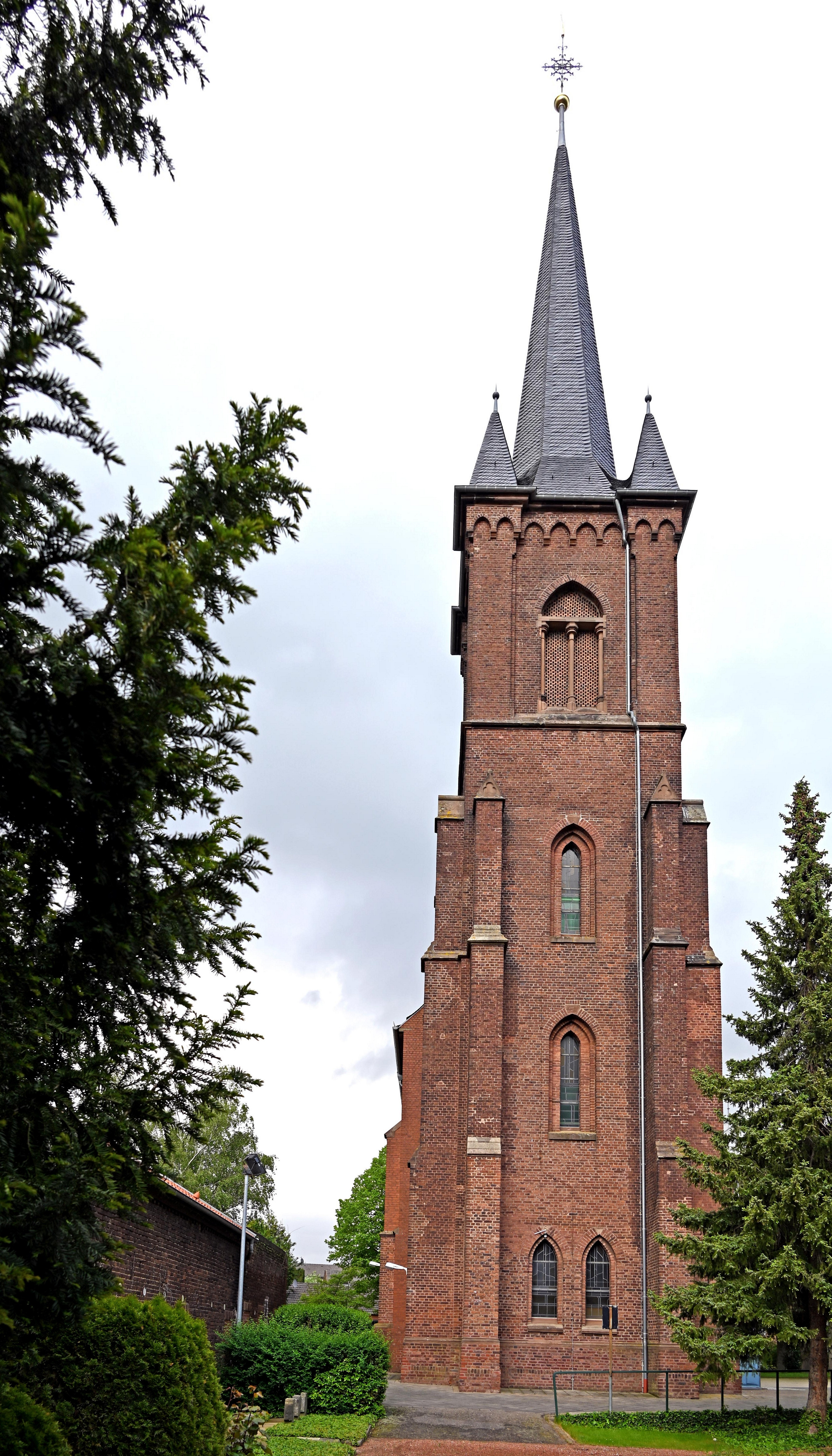
Glockenturm von 1884/87

Am 10. April 1872 wurde der alte Kirchturm im Osten durch einen Blitzschlag weitgehend zerstört. Darauf folgte eine Diskussion zwischen Zivil- und Kirchengemeinde. Während die Zivilgemeinde für einen Wiederaufbau des alten Turmes war, wollte die Kirchengemeinde einen komplett neuen Turm. Beide stützten sich auf unterschiedliche Gutachten der Architekten Heinrich Wiethase, August Carl Lange und dem Dürener Kreisbaumeister Kriesche. Durch ein Erdbeben im August 1878 musste der Turm bis auf Höhe des Kirchenschiffs abgetragen werden, zudem stürzte teilweise der Westgieben des Kirchenschiffes ein. Dennoch beharrte der Gemeinderat auf seiner Position und lehnte den Vorschlag von Architekt Lange, einen neuen Kirchturm im Westen zu erbauen, aus Kostengründen ab. Erst im März 1881 erzielten Kirchenvorstand und Gemeinderat eine Einigung und so war der Weg zu einem Neubau des Kirchturmes frei.
Bereits 1881 begann man mit der Einrichtung einer Sakristei und einer Paramentenkammer in den erhaltenen beiden Untergeschossen des alten Glockenturmes nach den Plänen von August Carl Lange. Der Baubeginn des neuen Glockenturms verzögerte sich jedoch, da August Carl Lange erkrankte und schließlich am 24. Mai 1884 verstarb. Die unvollendeten Pläne wurden nun von Heinrich Wiethase fertiggestellt, sodass im Herbst 1884 endlich mit dem Bau des heutigen Glockenturmes begonnen werden konnte. Eigentlich sollte der Turm bereits im Herbst 1895 fertiggestellt sein, jedoch zog sich die Vollendung noch bis 1887 hin. Die Maurerarbeiten nahm der Morschenicher Maurermeister Heinrich Olbertz vor. Damit war die Ellener Pfarrkirche endlich vollendet und erhielt weitestgehend ihr heutiges Aussehen, welches durch die Restaurierungsarbeiten nun stark vom Baustil der Neugotik geprägt ist.
Im Zweiten Weltkrieg wurde die Kirche so stark beschädigt, dass einige Gewölbe einstürzten. Beim Wiederaufbau sind die Gewölbe vollständig wiederhergestellt worden. Bis 1954 waren alle Schäden behoben.

## Baubeschreibung
Die Ellener Pfarrkirche ist eine siebenjochige Saalkirche aus Backsteinen aus der zweiten Hälfte des 17. Jahrhunderts. Im Westen ist dem Kirchenschiff einviergeschossiger Glockenturm mit achtseitigem Turmhelm, der von vier kleinen Fialtürmchen begleitet wird, im Stil der Neugotik vorgebaut. Im Osten schließt das Gebäude mit einem dreiseitig geschlossenem Chor. An der Ostwand angebaut ist die zweigeschossige Sakristei. Das gesamte Kirchenschiff wird von neugotischen, in den 1850er Jahren eingezogenen Kreuzrippengewölben überspannt. Die Fenster besitzen zweibahniges Maßwerk.

## Ausstattung

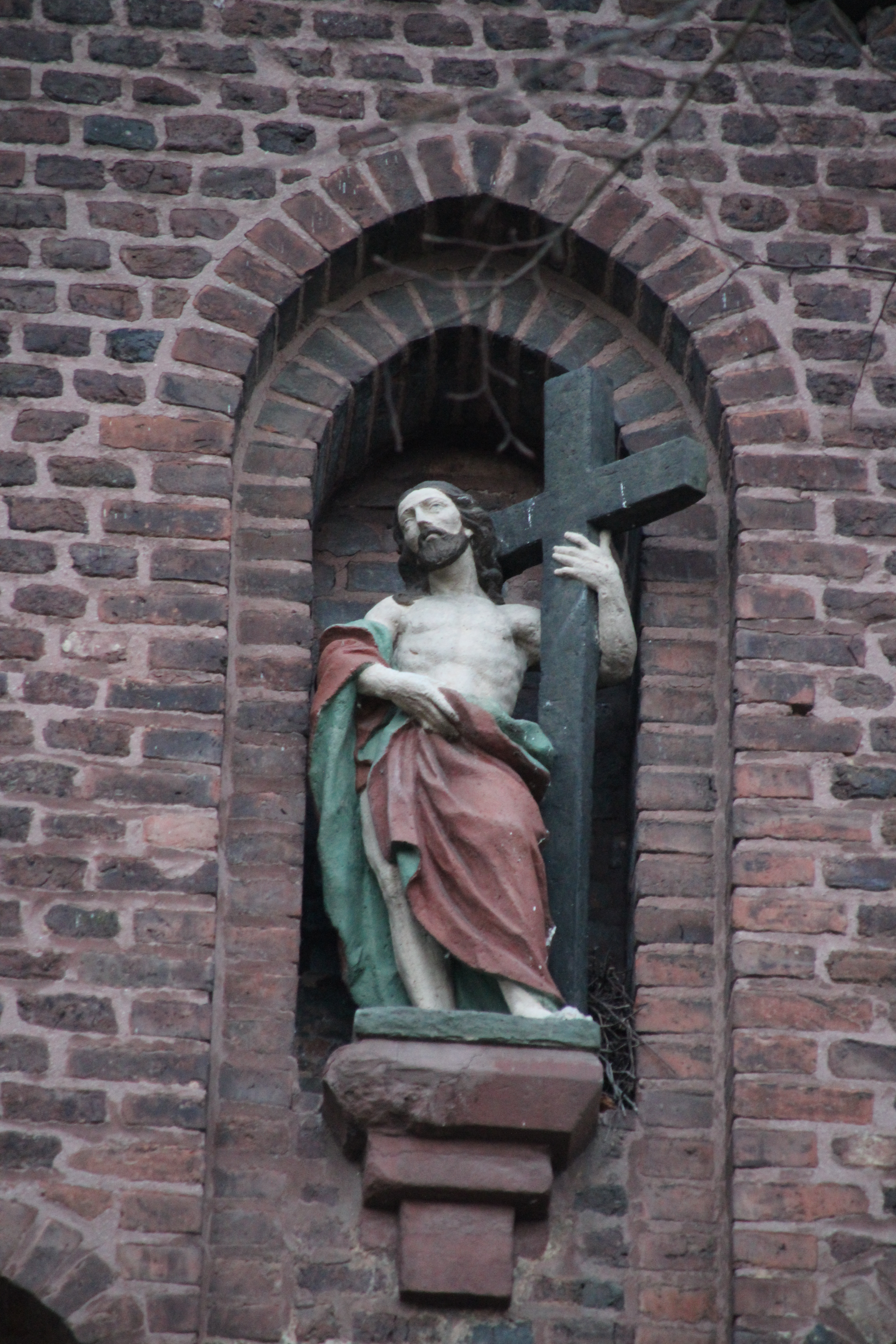
Figur des Auferstandenen Christus an der Sakristei

Im Innenraum befindet sich eine moderne Ausstattung. Der Volksaltar besteht aus Marmor und ist Teil des 1978 neugestalteten Altarraums. Die Pläne dazu lieferte Adolf Zech aus Kreuzau. Am 15. Oktober 1978 weihte der Aachener Weihbischof Maximilian Goffart den neuen Altar. Die Kreuzwegstationen sind Reliefs aus der Nachkriegszeit. Ältestes Ausstattungsstück ist ein Vesperbild aus Flötenstein aus dem Jahr 1420 und wurde aus der Vorgängerkirche übernommen. Der Taufstein aus schwarzem Marmor wurde 1673 geschaffen. Die Buntglasfenster sind Werke von Gudrun Müsse-Florin aus dem Jahr 1979.
Im Besitz der Pfarre ist seit dem 15. Jahrhundert eine Kreuzreliquie. Dadurch war Ellen in der Vergangenheit auch Ziel von Wallfahrten. Noch heute hat das Kreuzfest in Ellen einen hohen Stellenwert.

## Orgel
Die Orgel besitzt 16 Register und ist ein Werk der Firma Weimbs Orgelbau aus Hellenthal. Das Instrument wurde 1973 erbaut.
| I Hauptwerk C–g3 |             |       |
| 1.               | Principal   | 8′    |
| 2.               | Rohrflöte   | 8′    |
| 3.               | Oktav       | 4′    |
| 4.               | Spillpfeife | 2′    |
| 5.               | Mixtur V    | 1 ⁄3′ |
| 6.               | Trompete    | 8′    |

| II Nebenwerk C–g3 |                    |       |
| 7.                | Holzgedackt        | 8′    |
| 8.                | Spitzflöte         | 4′    |
| 9.                | Principal          | 2′    |
| 10.               | Spitzquinte        | 1 ⁄3′ |
| 11.               | Scharf IV          | 2⁄3′  |
| 12.               | Schalmei-Krummhorn | 8′    |
|                   | Tremulant          |       |

| Pedal C–f1 |           |       |
| 13.        | Subbaß    | 16′   |
| 14.        | Pommer    | 8′    |
| 15.        | Choralbaß | 4′+2′ |
| 16.        | Fagottbaß | 16′   |

## Glocken
| Nr. | Name     | Gussjahr | Gießer                                                         | Durchmesser (mm) | Gewicht (kg, ca.) | Schlagton (HT-1/16) | Inschrift |
| --- | -------- | -------- | -------------------------------------------------------------- | ---------------- | ----------------- | ------------------- | --- |
| 1   | Thomas   | 1798     | Willibrord Stocky, Jülich                                      | 965              | 511               | as′ +5              | SANCTO THOMAE CANTVARENSI + ANNO QVO EXORTO HIC TERRIBILI INCENDIO PARTHENON ET PAGVS MISERERE EXVSTI SVNT. |
| 2   | Nikolaus | 1971     | Johannes und August Mark, Eifeler Glockengießerei, Brockscheid | 866              | 425               | b′ +5               | HL. NIKOLAUS V. D. FLUE BITTE FÜR UNS! MICH GOSSEN 1971 DIE EIFELER GLOCKENGIESSER JOHANNES UND AUGUST MARK IN BROCKSCHEID, IM AUFTRAG DER ZIVILGEMEINDE ELLEN, UNTER DER AMTSZEIT VON GEMEINDEDIREKTOR MORITZ BAYER BÜRGERMEISTER MICHAEL KAISER DEN RATSHERREN SIEGFRIED ROSE MATTHIAS VAASEN HEINZ WEBER BALTHASAR SPIES FRANZ FROHN JOHANNES KOHNEN                      |
| 3   | Maria    | 1971     | Johannes und August Mark, Eifeler Glockengießerei, Brockscheid | 726              | 245               | des′′ +6            | MARIA, MUTTER GOTTES SCHIRME UNS GEGEN ALLE NACHSTELLUNGEN DES TEUFELS AB. MICH GOSSEN 1971 DIE EIFELER GLOCKENGIESSER JOHANNES UND AUGUST MARK in BROCKSCHEID, IM AUFTRAG DER KIRCHENGEMEINDE ELLEN, UNTER DER AMTSZEIT VOM KIRCHENVORSTAND P. JOHANNES MARIA ARNDT ANTON KOHNEN HEINRICH DANINO ENGELBERT SELLER HEDWIG WANGEN BALTHASAR SPIES FRANZ FROHN JOHANNES KOHNEN |

## Pfarrer
Folgende Pfarrer wirkten bislang an St. Thomas als Seelsorger:
| von – bis     | Name                   |
| ------------- | ---------------------- |
| vor 1830–1847 | Johann Leonhard Nybein |
| 1847–1865     | Hermann Joseph Meckel  |
| 1865–1870     | Wilhelm Ketteler       |
| 1870–1900     | Peter Joseph Beuel     |
| 1900–1904     | Edmund Hubert Klein    |
| 1904–1940     | Viktor Timmermann      |
| 1941–1970     | Josef Lambertz         |
| 1970–1974     | Pater Johannes Arndt   |
| 1974–1981     | Johannes Spölgen       |
| 1981–1983     | Vakant                 |
| 1983–2011     | Heinrich Müller        |
| Seit 2011     | Andreas Galbierz       |